# Саркофаг Ярослава Мудрого

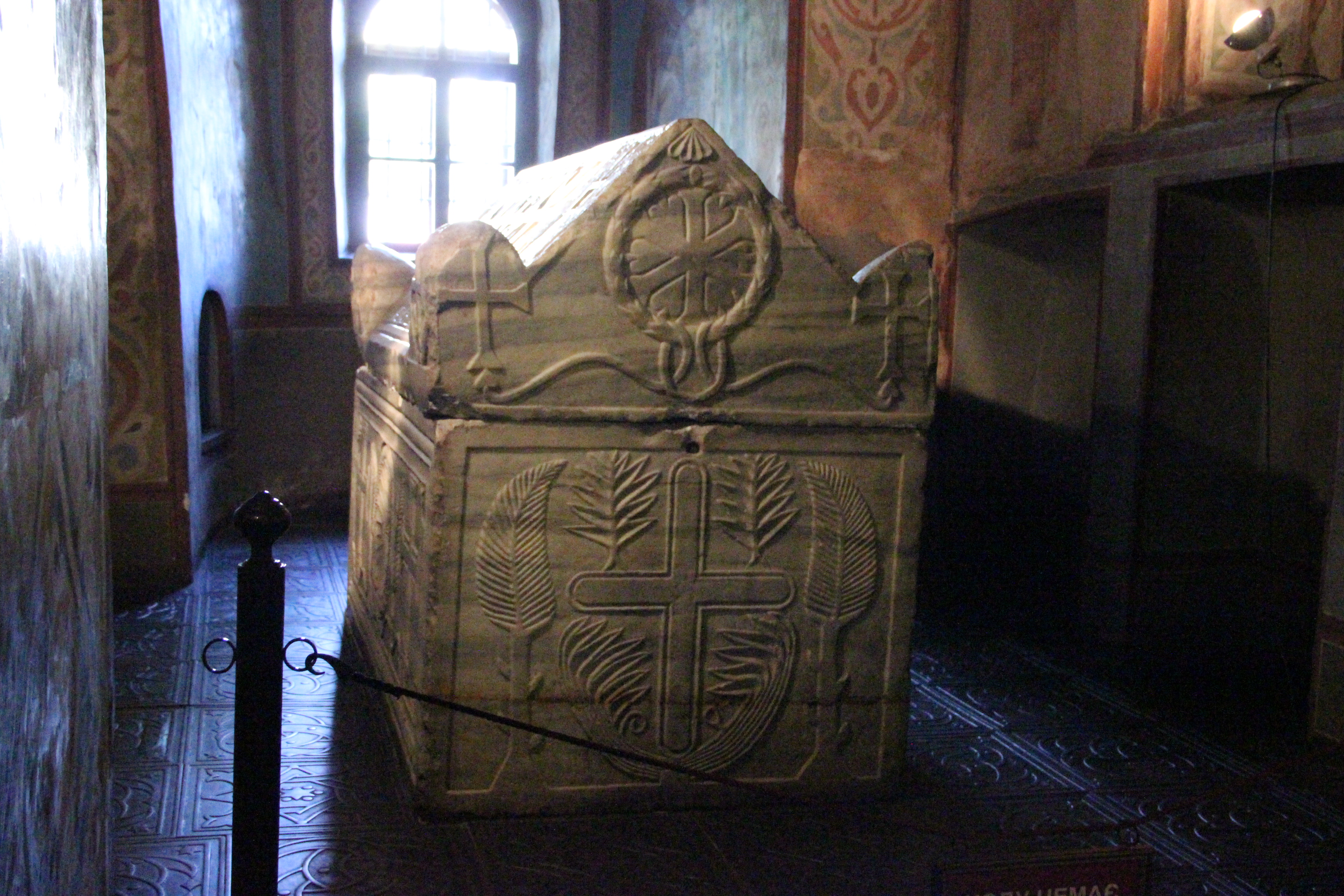
Саркофаг Ярослава Мудрого

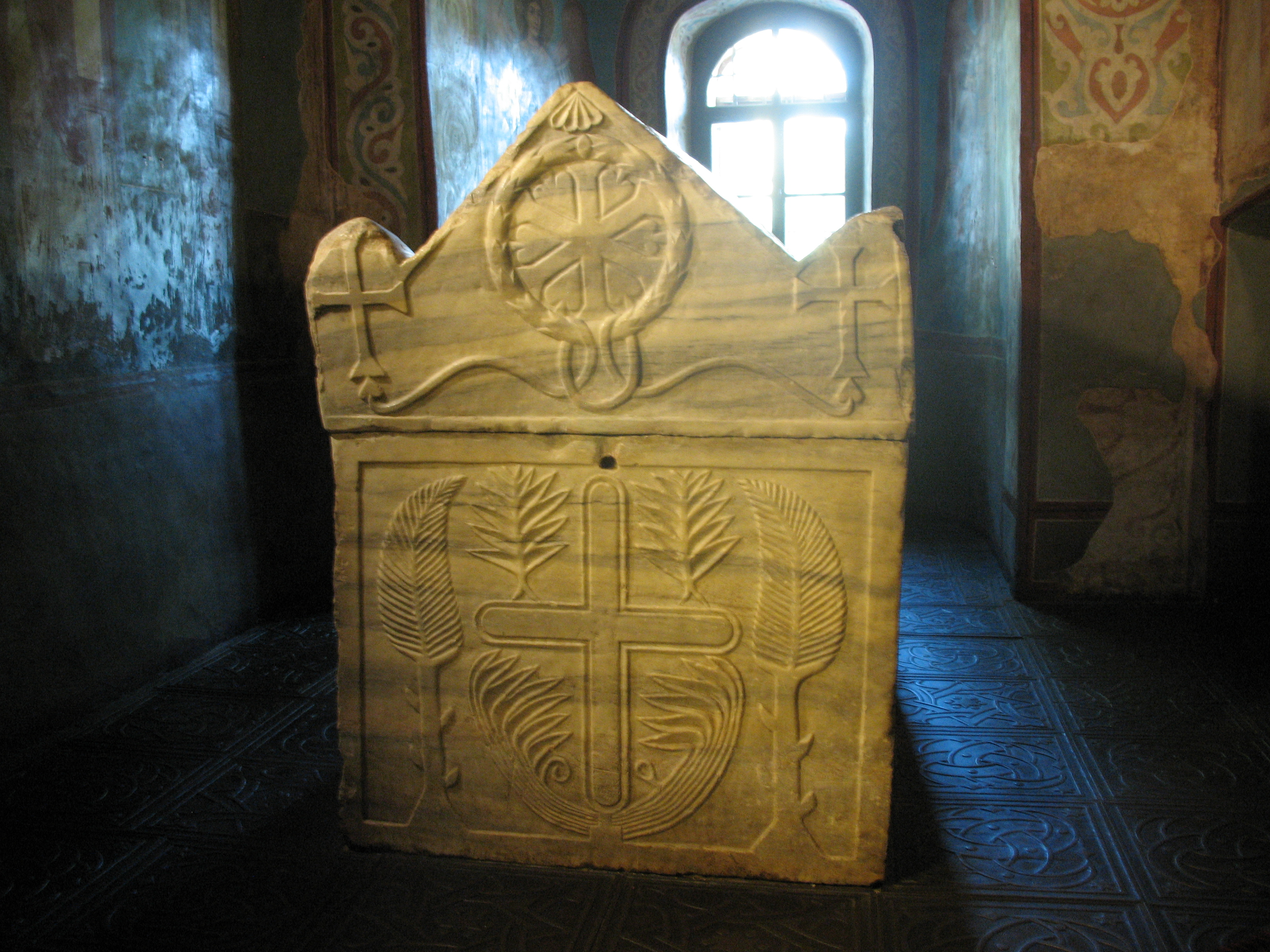
Саркофаг Ярослава Мудрого

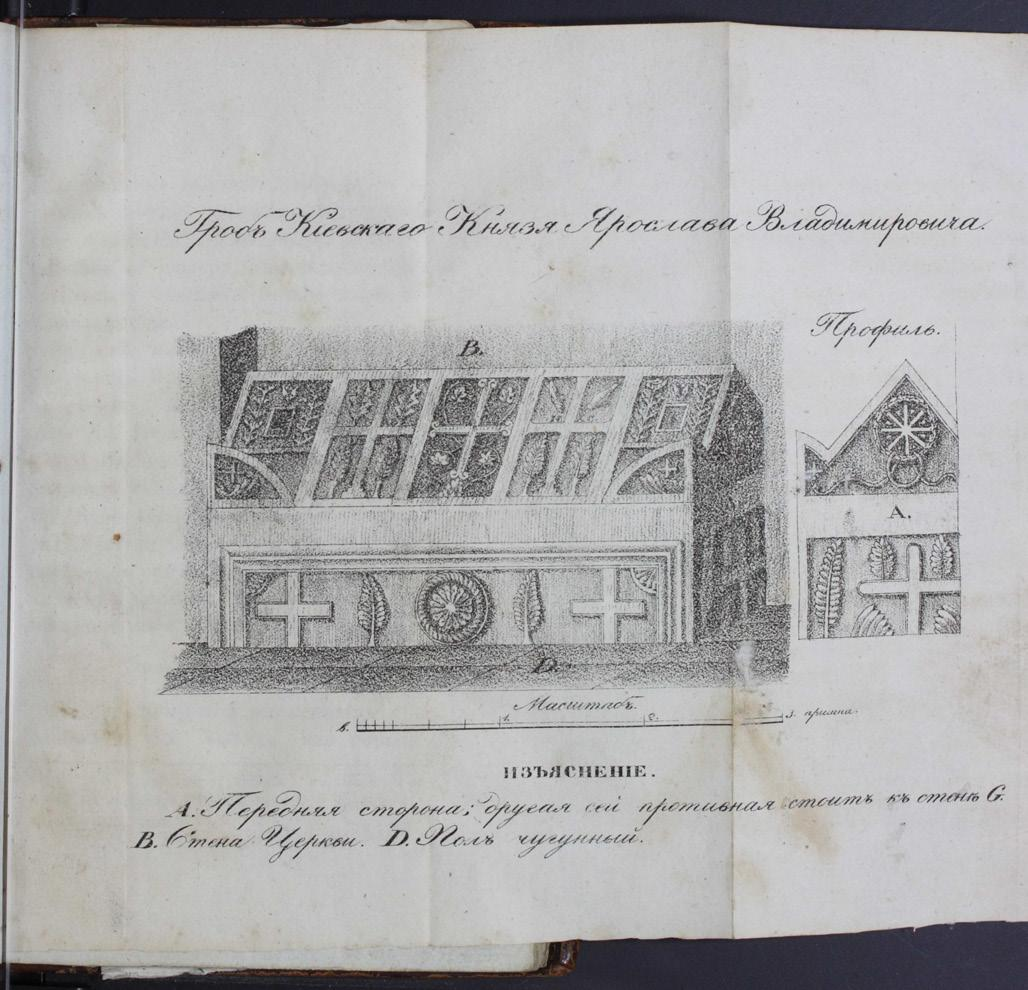
Малюнок Саркофага Ярослава Мудрого (1820)

Саркофаг Ярослава Мудрого або Ярославова домовина — гробниця Великого князя київського Ярослава Мудрого, який помер у 1054 році. Саркофаг розташований у східній частині північної внутрішньої галереї собору святої Софії у Києві. Поховання Ярослава Мудрого є першим похованням некрополю Софії Київської, хоча документальних підтверджень, що у саркофазі похований саме він, не знайдено.

## Опис
Саркофаг є скринею, виготовленою із суцільного блоку білого мармуру, прикрашений різьбленням давньохристиянської символіки. Стінки саркофагу містять різьблені зображення виноградних лоз, хрестів, пальм, риб, птахів, кипарисів та монограм Христа. Скриня накрита двоспадною мармуровою кришкою з трикутними фронтонами та акротеріями, виготовленою також з суцільного блоку.
Довжина саркофагу становить 2,5 м, ширина — 1,2 м, висота — 1,23 м при вазі близько 6 т.
Саркофаг виготовили в XI столітті з проконеського мармуру імовірно візантійського походження, хоча існує припущення, що домовина має малоазійське походження, датоване VI або VII століттям.

Замальовки різьблень саркофагу Ярослава Мудрого (1921)
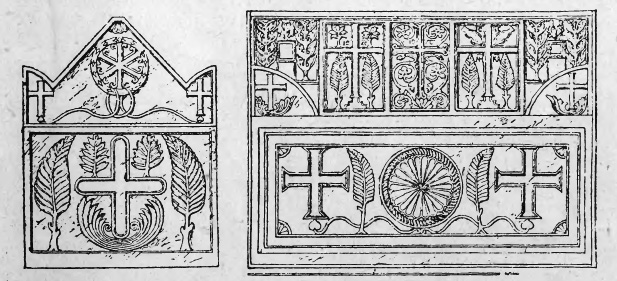
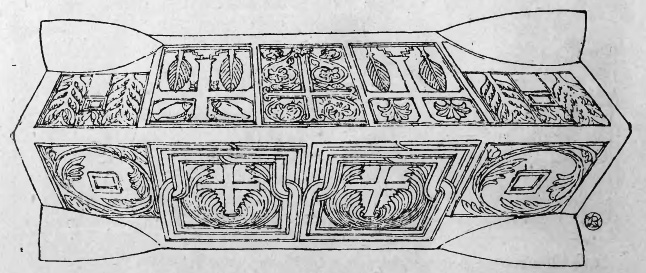

## Згадування в історичних джерелах

### Згадування у літописах
Вперше саркофаг Ярослава Мудрого згадується у Повісті временних літ. Під 1054 роком стверджується:
```
 
«І, принісши, положили його в 
раці мармуровій
 у церкві святої Софії».
[
5
]
```

При цьому літопис використовує не слово «саркофаг», а слово «рака», що означає ящик (ковчег) для мощей. Цим словом ще називали гроби, де лежали тіла святих.
Як можна зрозуміти, літописці не передбачали, що разом з Ярославом у його саркофазі був похоронений ще хтось.

### Згадування у 1594 році Еріха Лясоти
Австрійський дипломат Еріх Лясота у своєму «Щоденнику Еріха Лясоти із Стеблева» під 1594 роком, розповідаючи про Київ, описує церкву Святої Софії та оповідає:
```
«Далі лежать у каплиці 
в красивій білій гробниці із алебастру князь Ярослав, син Володимира, разом із своєю дружиною.
 Гробниця заввишки приблизно в ріст чоловіка і ще не зруйнована, майже попередньої форми».
[
6
]
```

Як можна зрозуміти, в кінці XVI ст. мешканці Києва, які розповідали Еріху Лясоті про Київ, були переконані, що в саркофазі лежить Ярослав з дружиною. У ті часи вже знали, що в саркофазі знаходяться 2 кістяки.

### Малюнок Вестерфельда 1651 року

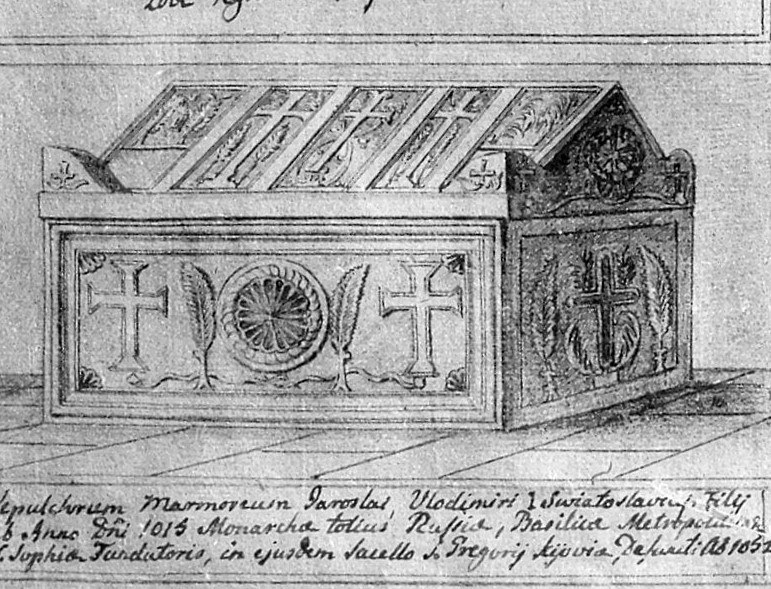
Малюнок Вестерфельда 1651 року

У 1651 році Київ відвідав голандський художник Абрагам ван Вестерфельд, який виконав багато малюнків стародавніх стін Києва, його храмів. Серед них є також малюнок Саркофага Ярослава. Як можна побачити на малюнку, саркофаг стоїть на оригінальній підлозі XVII ст.

### Згадка 1654 рокуПавла Алеппського
У 1654 році архідиякон Павло Алеппський супроводжував антіохійського патріарха Макарія у подорожі до Москви. Розповідаючи про подорож, він писав про Софію Київську:
```
"Інші два вівтаря поблизу північних дверей, праворуч від тих, хто виходить із церкви, у низьких нішах. В одному із згаданих вівтарів міститься великий біломармуровий саркофаг з горбоподібною кришкою з хрестами".
[
7
]
```

Як можна зрозуміти з опису саркофаг вже у той час знаходився приблизно в тому ж місці, що й сьогодні.

### Згадка 1660 року Боплана
У 1660 році французький інженер і військовий картограф Гійом Левассер де Боплан видав книгу «Опис України кількох провінцій королівства польського, що тягнуться від кордонів Московії до границь Трансильванії разом з їхніми звичаями, способом життя і ведення воєн, сіра де Боплана в Руані, у Жана Кайуе, при королівському дворі». В ній він описує Київ, його головні собори та згадує про храм Святої Софії. Серед іншого він розповідає, що
```
«у цьому храмі є гробниці кількох королів».
[
8
]
```

### Згадка 1674 року Синопсиса
Синопсис Київський, слідом за літописами, стверджує, що
```
«похований же був у Києві в церкві святої Софії, яку сам збудував, в притворі св. Георгія в гробі мармуровому».
[
9
]
```

На відміну від літописів в Синопсисі вказується конкретне місце, де стояв саркофаг у Софії, притвор святого Георгія.

### Згадка 1825 року митрополита Є.Болховітінова
У 1825 році київський митрополит Євгеній Болховітінов видав книгу «Опис Київського собору і київської ієрархії з додаванням різних грамот і виписок, пояснюючих це, також планів і фасадів Константинопольської та Київської Софійської церкви і Ярославового надгробку». У ній він згадує про саркофаг Ярослава:
```
"Нині ж його надгробок мармуровий вцілілий знаходиться при південній стіні вівтаря, влаштованому вже пізніше в лівому присінку, в ім’я благовірного князя Володимира, отця його. Ймовірно, всі князі покладені в погребі під згаданим давнім присінком Ярославового храму".
[
10
]
```

Як можна зрозуміти, митрополит вважав, що Ярославів саркофаг є лише пустим надгробком, а сам князь Ярослав разом з іншими князями був похований у підвалі під підлогою собору.
Болховітінов у своїй книзі дає зображення саркофагу Ярослава. Оскільки у той час саркофаг знаходився в кутку, то доступними для огляду були лише дві з чотирьох сторін саркофага. Також можна помітити, що сам саркофаг знаходився значно нижче рівня тогочасної підлоги.
Також Євгеній Болховітінов подає цікаву примітку:
```
"По покришених краях мармурових каменів, з яких складається надгробний пам’ятник Ярослава, і по недревній вапняковій замазці між каміннями можна зробити висновок, що він колись раніше був вскритий і потім знову складений і, можливо, на нинішнє місце перенесений. Не відомо також коли і ким пам’ятник цей виготовлений".
[
10
]
```

## Відкривання саркофага

### Відкриття саркофага у 1936 році
У 1936 році саркофаг був відкритий комісією, яка склала відповідний акт. В акті серед іншого вказується:
```

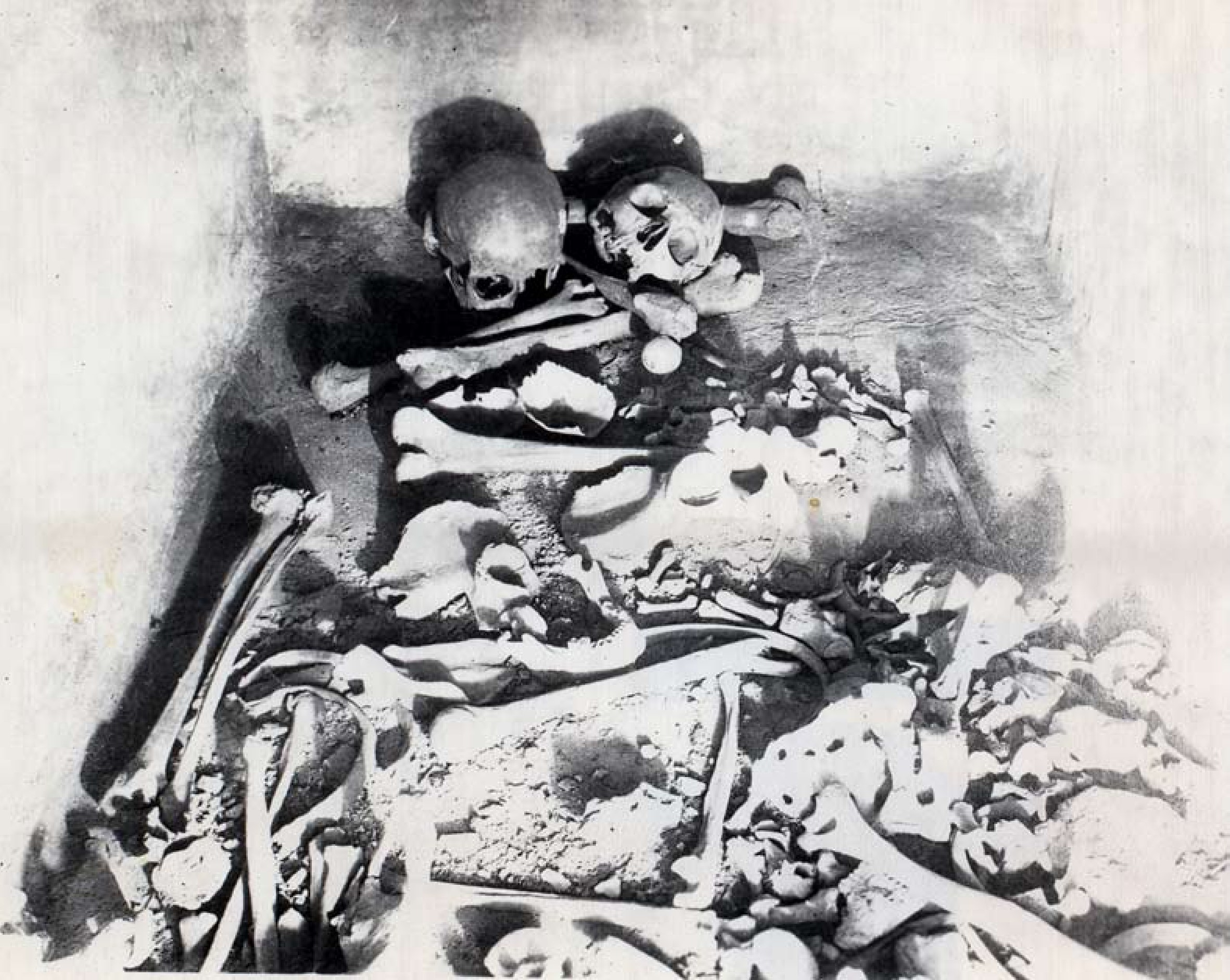
Вміст саркофагу у 1936 році

"Саркофаг цей до цього часу стояв у куті під південною стіною і частиною – під східною стіною абсиди, якась частина його – на 30 см, нижче рівня підлоги, була присипана землею, стояв він на базі, зробленій з цегли XVII ст., що може вказувати на час, коли тут у виїмці південної стіни абсиди саркофаг було покладено".
[
11
]
```

Тобто, саркофаг стояв у тому самому місці нижче рівня підлоги, що й в описі 1825 року, судячи по цеглі, стояв він там з XVII ст. Комісія подала опис саркофагу так:
```
"У нижній частині, що була засипана землею, є теж різьблений орнамент. У тій стороні саркофага, що стояла під південною стіною, орнаментацію тільки підготовлено і не закінчено. У східній стороні саркофага, що була під східною стіною, виявлено круглий отвір (діаметром в 14 см.), зовні його до половини замазано вапном. Іншим вапном замазано щілини на місці стику віка з скринею саркофага, причому на тій стороні саркофага, що стояла під південною стіною, щілини  не були замазані. На цій (південній) стороні саркофага є щербини на краях віка і скрині. Перед початком відкриття саркофага було виявлено, що у східній стороні саркофага біля південно-східного рогу, на місці стику віка з скринею, є досить значне пошкодження краю віка, причому щербина була замазана вапном. Поруч цієї щербини є ще друга щербина на тій же стороні з краю віка в середній частині його. Можливо, що в цих місцях, у свій час, відкривали саркофаг, за допомогою лома, коли й утворились ці щербини. Обидва акротерії північної сторони там мають пошкодження у верхній частині. Саркофаг висічено з досить масивних брил однакового білого мармуру з прожилками димчатого кольору. Він має такі розміри: довжина – 2,33 м., ширина – 1,17 м., височина – 1,63 м., товщина стінок – 0,13 м. Віко двоскатне. Розмір його по вертикалі – 0,81 м. Саркофаг являє собою видатну пам’ятку давнього художнього різьбарства й датується старіше проти XI ст. н. ери."
[
11
]
```

Причому, датування саркофагу «старіше проти XI ст.» написано по затертому місцю, в якому ймовірно було вказане якесь більш раннє століття. Далі йде опис вмісту саркофага:
```
"...безпосередньо на дні саркофага лежали хаотично розкидані кості двох людських кістяків (чоловічого і жіночого), причому два черепи знаходились у західній частині саркофага. Обидва лежали один біля другого поверх стегнових кісток, нижня щелепа одного з черепів лежала посередині саркофага, вкупі з перемішаними іншими кістками. Крім того, перед черепами ще лежали тім’яна та потилична кістки дитячого черепа. Кістки збереглися досить добре. Вони були покриті нальотом пороху, що проліз сюди через щілини на стику віка. У західній частині саркофага лежали три невеликих шматки дерева і уламки квадратної цегли XI віку. Шматки дерева, що ще не струхлявіло, можливо правили за підкладку під час вскриття саркофага у порівняно недавні часи. Інших речових знахідок не було. Комісія констатувала факт пограбування поховання. Можливо, що всі ці кістки покладені тут у новіші часи".
[
11
]
```

В акті знову використано виправлення. Слово «новіші» знову написане по затертому. Ймовірно, первинний варіант акту містив слово «недавні» (часи), яке використано в попередньому реченні. Але через цензуру його довелося замінити, тому що це могло означати, що саркофаг був пограбований з приходом у Київ радянської влади.
Після огляду саркофаг та його вміст було сфотографовано і покладено назад на своє місце.

### Відкриття саркофага у 1939 році

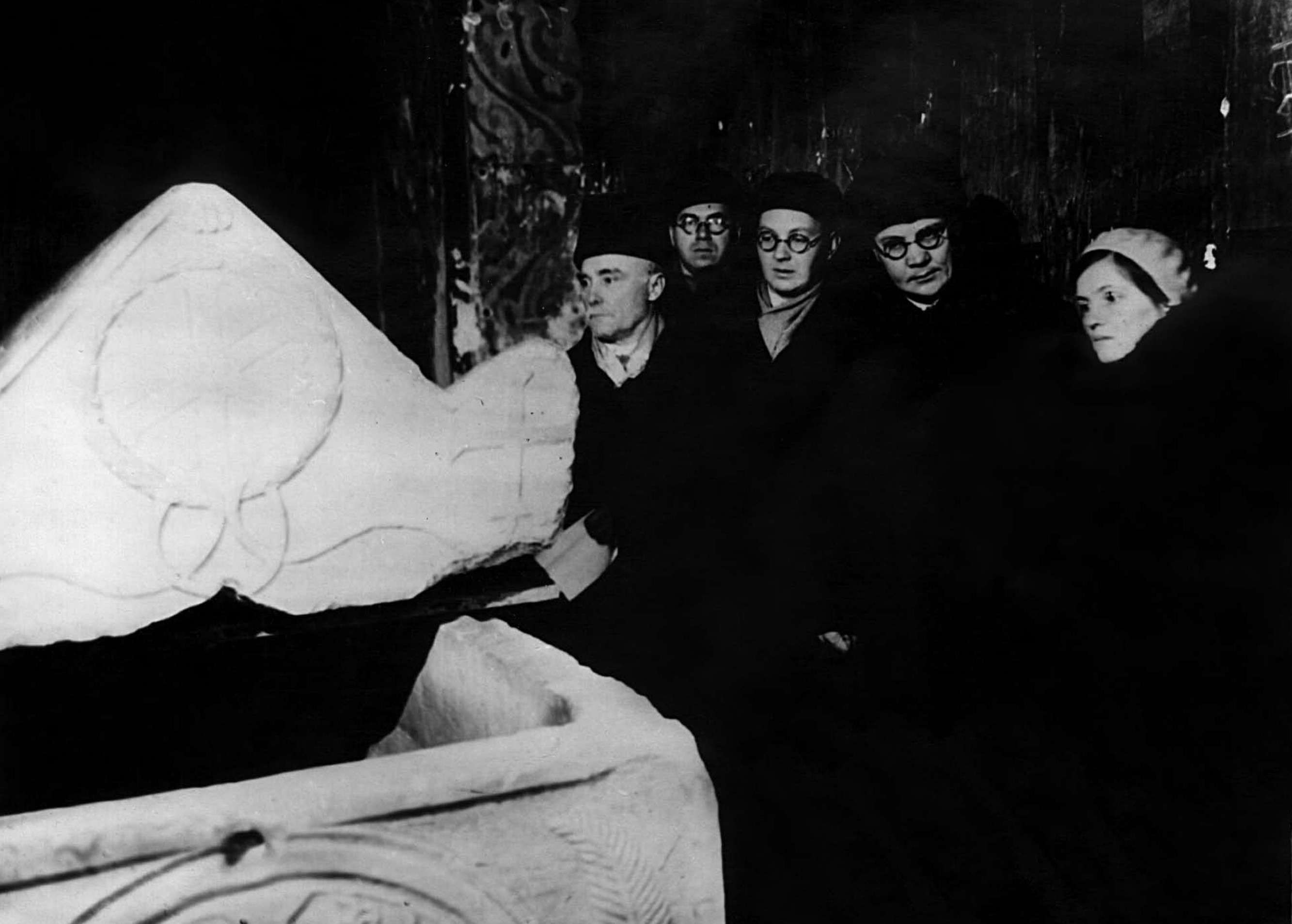
Відкриття саркофагу в 1939 році

У 1939 році саркофаг був відкритий знову. Кістки, виявлені при попередньому відкриванні, були забрані для досліджень у Ленінград. Акт, укладений при цьому відкриванні, стверджує:
```
"Комісія встановила, що на основі акту вскриття, здійсненого 25.01.1936 року в проміжку часу по 23.01.1939 року змін зовнішнього і внутрішнього стану не відбулось, а також положення, стан та кількість кісток не змінились. Комісія постановила: Кістки, що знаходяться у саркофазі, передати для досліджень інституту етнографії та антропології академії наук СРСР, персонально т. Гінзбургу, після чого експонувати кістки при саркофазі у вітрині".
[
11
]
```

Відповідно, кістки було передано для досліджень. Після досліджень професор Гінзбург 29 квітня 1940 року надрукував доповідь «Про антропологічне вивчення скелетів Ярослава Мудрого, Анни і Інгігерд». У даній доповіді вчений розповідає:
```
"При вскритті гробниці в ній були виявлені 2 скелети дорослих людей і декілька окремих кісточок дитини у віці біля 3 років. Кістки були розкидані і перемішані. Ніяких предметів, крім скелетів, в гробниці виявлено не було. Не було і ніяких залишків одягу чи тканин. При розборі скелетів виявилось, що один з них належить мужчині дуже літнього віку, біля 60-70 років, інший – жінці менш літнього віку, біля 50-55 років".
[
12
]
```

Чоловічий скелет був майже повний. Проте не вистачало половини хребців, більшої частини дрібних кісток кистей та стоп, а також частини ребер, більшість з яких були зламані. Зламані були також і деякі кістки черепа. Більшості зубів не було, проте вони випали вже після смерті. Кістки цієї людини свідчили про поважний літній вік, чисельні старечі хвороби, а також хромоту. Стосовно дослідження черепа, Гінзбург пише:
```
«По цілому ряду ознак досліджуваний череп займає проміжне положення між довгоголовими і короткоголовими черепами з великого кургану лівобережного Цимлянського городища на нижньому Дону (Саркел), вивченому мною. Це дає можливість зробити припущення, що в походженні досліджуваного об'єкта безсумнівну роль грали зв’язки довгоголового населення з короткоголовим типом, представленим в І тисячолітті н.е. в основної маси населення півдня і південного сходу європейської частини СРСР, сходячи ще до сарматів».
[
12
]
```

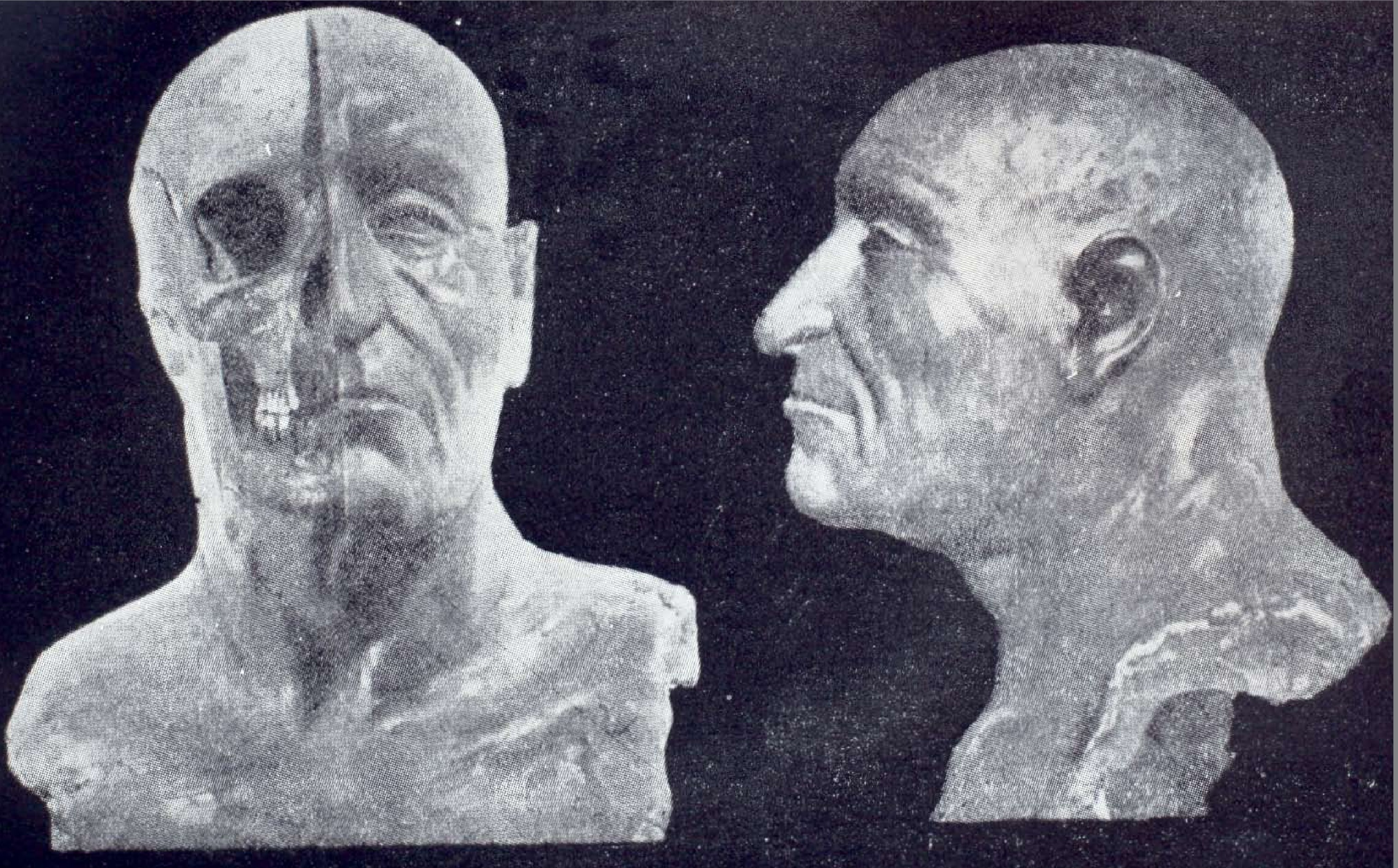
Ярослав Мудрий. Реконструкція Герасимова

Жіночий скелет був також неповний, не вистачало великої кількості дрібних кісток кистей та стоп, половини хребців, більшості ребер. Масивний череп різко контрастував з тонкими кістками кінцівок. На основі досліджень було зроблено висновок, що скелет належить жінці 50-55 років. Інший вчений Д. Г. Рохлін провів рентгенографічне дослідження кісток і також опублікував свою доповідь. У ній він стверджував, що власник чоловічого кістяка у дитинстві отримав підвивих тазостегнового суглобу, а в старшому віці отримав перелом обох кісток гомілки біля коліна, внаслідок чого його коліно частково зрослось з гомілкою і втратило можливість розгинатись. Саме цим він пояснював хромоту власника скелета. Інший вчений М. М. Герасимов відтворив зовнішність власника чоловічого скелета (Ярослава) та виготовив фарфоровий бюст князя з реконструйованим обличчям. Після досліджень всі кістки та фарфоровий бюст у грудні 1940 року були передані назад у відділ фондів Софійського музею.

### Відкриття саркофага у 1964 році
У післявоєнний період у фондах Софійського музею була виявлена дерев'яна скринька з останками, взятими з саркофага Ярослава для досліджень. Було вирішено помістити їх назад у саркофаг. Тому у 1964 році саркофаг відкрили ще раз і поклали туди дерев'яну скриньку, радянські газети того дня та пам'ятну дощечку. Акт вскриття саркофагу того часу стверджує:
```
«Інститут встановив, що вилучені в 1939 р. з саркофагу кістки є останками князя 
Ярослава Мудрого
, але назад у саркофаг вони не були покладені і знаходились у фондах Софійського музею. 9 квітня 1964 року згаданою вище комісією останки князя Ярослава Мудрого упаковані в спеціальний (дубовий) ящик і покладені в саркофаг, після чого саркофаг був знову закритий, як раніше, а щілина між кришкою і ящиком саркофагу обмазана вапняковим розчином. Після вскриття саркофагу в ньому була виявлена скляна трубка з вкладеними в неї актами попередніх комісій 1936 і 1939 років. Даний акт вкладений в ту ж трубку, яка знову покладена в саркофаг. Разом з останками Ярослава Володимировича в саркофаг покладена спеціально виготовлена керамічна плита з написом, датованим 20 березня 1964 року».
[
11
]
```

### Відкриття саркофагу у 2009 році

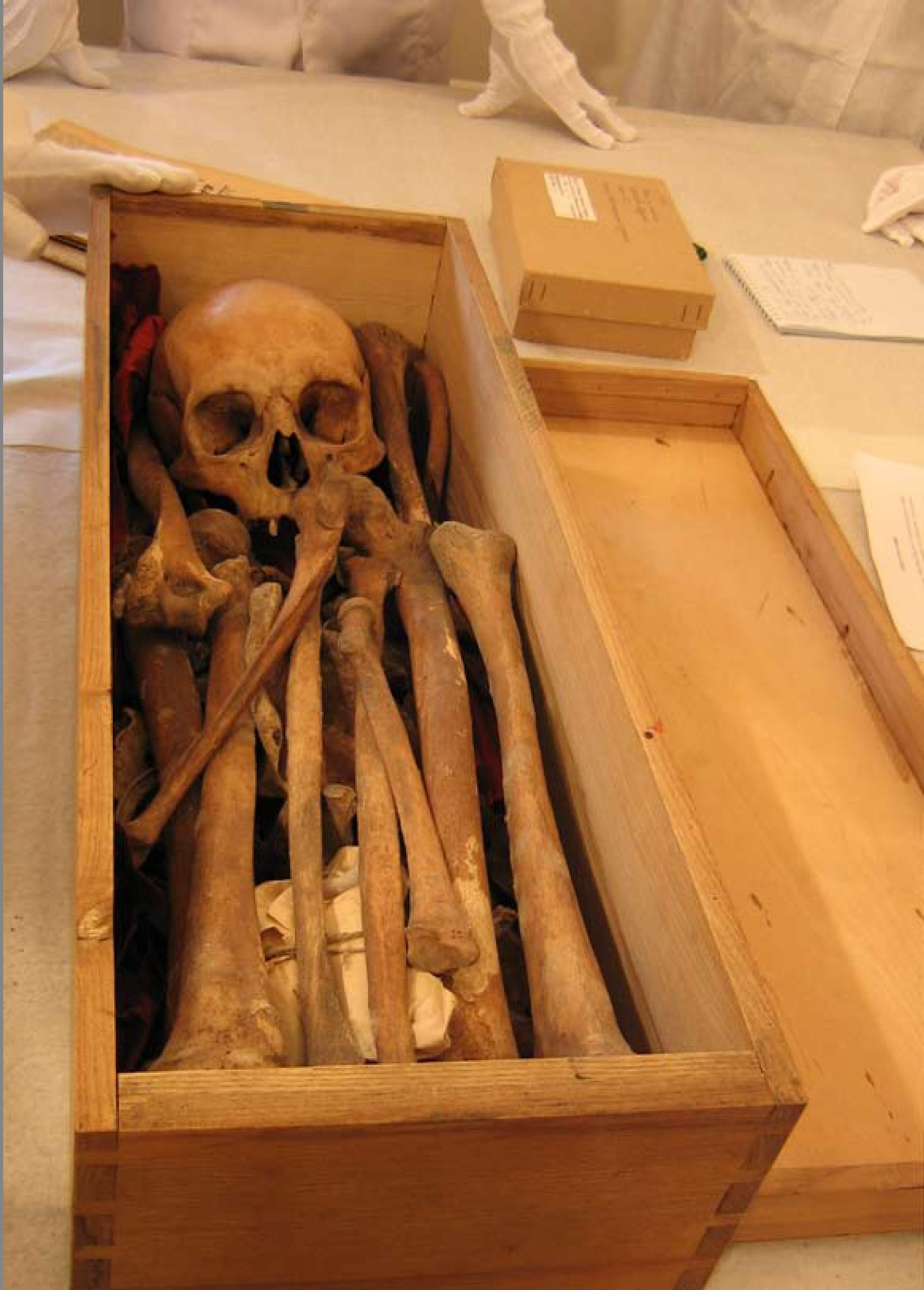
Виявлення лише одного кістяка при відкритті саркофагу Ярослава у 2009 р.

У 2009 році, через 70 років від часу попередніх досліджень вмісту саркофага Ярослава Мудрого, було вирішено відкрити саркофаг знову та провести нові дослідження кістяків з використанням сучасних технологій, в тому числі радіо-вуглецевого. 10 вересня 2009 року саркофаг відкрили та вилучили (згідно акту відкриття):
- ящик з останками похованих у саркофазі історичних осіб;
- скляну трубку з вкладеними в неї актами попередніх комісій 1936 р., 1939 р. та 1964 р.;
- керамічну плиту з написом, датованим 20 березня 1964 р.;
- 3 (три) газети від 09 квітня 1964 року;
- 6 (шість) фотографій із зображенням Софійського собору.

Все вилучене з саркофагу у супроводі охоронця було перенесено до спеціально виділеної кімнати та опечатано.
Наступного дня ящик з останками було відкрито і виявлено, що в ньому знаходяться кістки тільки одного скелета. Наявний кістяк піддали рентгенологічному, анатомічному та антропологічному дослідженням. Було зроблено томографію та проведено сканування.

#### Медико-антропологічна експертиза
Попередні результати медико-антропологічної експертизи були такі:
```
1. Кісткові рештки, вилучені із саркофага Ярослава Мудрого, представлені черепом з нижньою щелепою та набором кісток пост-краніального скелета (відсутні грудина, більшість ребер, одна променева кістка, одна ключиця, половина хребців, кістки кистей, більшість кісток стоп, 17 зубів, що випали вже після смерті).
2. Анатомічне та рентгенологічне дослідження кісток засвідчило відсутність патологій, властивих кістяку 
Ярослава Мудрого
, детальний опис яких та фотофіксаціця були здійснені у 1940р.
3. Статево-вікові і краніологічні ознаки дослідженого черепа повністю співпадають з відповідними параметрами черепа особи, похованої поруч з тлінними рештками 
Ярослава Мудрого
, які було наведено в статті професора В.В.Гінзбурга в 1940р.
4. Всі залучені методи дослідження засвідчили значну дисгармонію між масивною будовою черепа і відносно граційною будовою кісток пост-краніального скелета. Одночасно виявлена певна невідповідність між віковими, фізичними та патологічними характеристиками поясу верхніх та нижній кінцівок.
```

#### Радіовуглецевий аналіз
20 жовтня 2009 року Національний заповідник «Софія Київська» звернувся до Інституту геохімії навколишнього середовища НАН та МНС України з проханням провести радіовуглецевий аналіз кістяку з метою з'ясування давності об'єкту. 9 листопада були передані 2 зразки з верхньої та нижньої частин кістяка. Після проведення рідіовуглецевого аналізу Інститут геохімії навколишнього середовища НАН України надіслав 24.12.2009 р. звіт, в якому містилась наступна інформація:

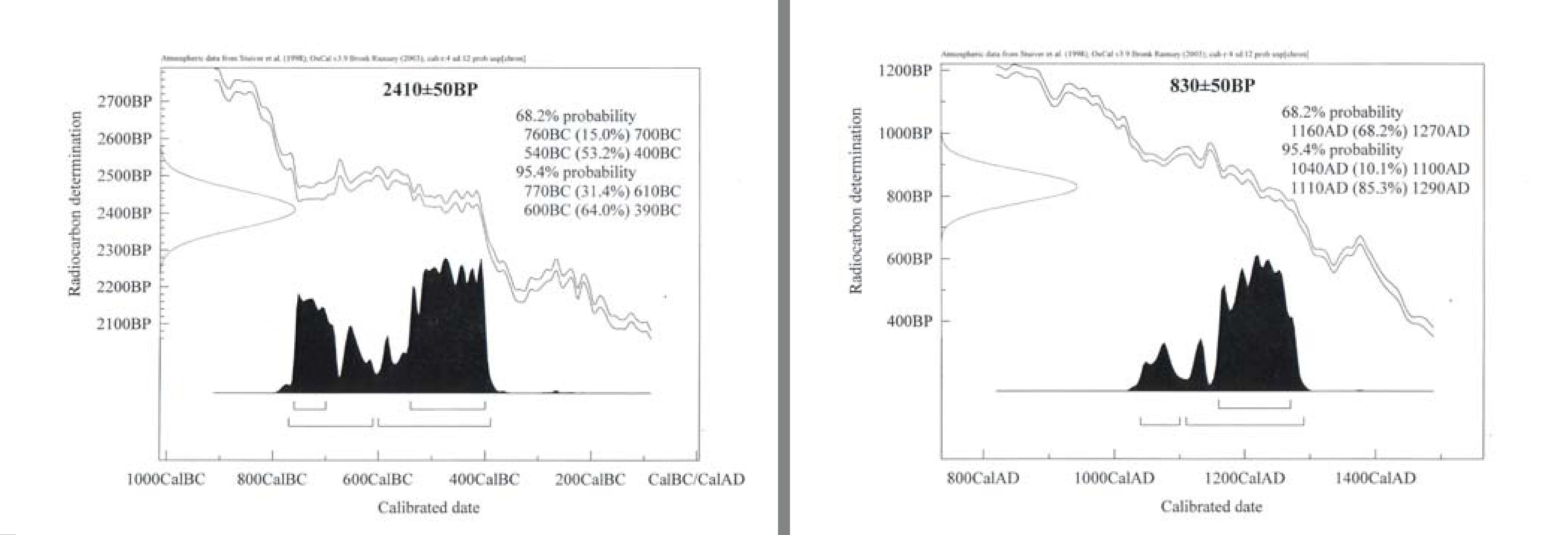
Радіовуглецевий аналіз верхньої та нижньої частин кістяка «Інгігерди»

"З отриманих результатів можна зробити наступні висновки:
```
1. Датовані зразки кісток належали різним людям, оскільки 
радіо-вуглецевий вік відрізняється на 1580 років 

2. Зразок 1 з вірогідністю 85% може бути віднесений до 12-13 сторіч. У той же час зразок 2 відповідає періоду існування скіфів на теренах теперішньої України. 
[
11
]
```

Результати радіо-вуглецевого аналізу кісток:
Зразок 1. Кістки жіночого скелету з саркофагу Ярослава Мудрого, нижня частина.
Вік — 830±50років, період 1160—1270 рр. н. е.
Зразок 2. Кістки жіночого скелету з саркофагу Ярослава Мудрого, верхня частина.
Вік — 2410±50років, період 600—400 рр. до н. е.
Окрім того, в кістках верхньої частини скелету, що датована скіфськими часами, було виявлено хімічний елемент радон, який є продуктом розпаду радіоактивного елемента радію. В організм радій попадає з їжею. Це означає, що людина жила на території, де із землі у верхні шари ґрунту і воду просочується багато газу радію. В Україні це район Жовтих Вод в Кіровоградській області, є такі області також в Польщі та на Кавказі.

#### Ізотопний аналіз
10 червня 2011 року НДІ Московського державного університету ім. М. В. Ломоносова, куди були відправлені на експертизу зразки кісток верхньої частини скелету, прислав результати своєї експертизи. Згідно висновків інституту, зразки з плечової кістки та хребців належать одній людині, хоча результати по вмісту ізотопу азоту трохи відрізнялись. Зразків з нижньої частини скелету для досліджень не надсилали.
Після проведення досліджень 28 липня 2011 року кістки були покладені у нову дерев'яну скриньку і поміщені назад у саркофаг.

## Пошуки останків Ярослава
Співробітниками заповідника було проведено пошукову роботу зі з'ясування причин зникнення останків Ярослава Мудрого, внаслідок чого вдалося відновити хід подій і з великою долею вірогідності встановити місцезнаходження останків.
Як виявилося, у грудні 1940 році кістки обох скелетів повернули до Києва — їх особисто привіз з Ленінграда відомий антрополог професор Гінзбург. Останки, згідно із актом, він передав до фондів заповідника.
Але останки тоді до саркофага не помістили, залишивши у сховищі, оскільки був намір експонувати їх біля саркофага в спеціальній вітрині. Їх зберігали у фондах, які не були евакуйовані з початком війни, а відтак, пограбовані в окупаційний період.
В 1964 році було прийнято рішення покласти останки назад у саркофаг. Зі слів Ірми Фантимівни Тоцької тодішній завідувач фондів доктор історичних наук Сергій Висоцький знав, що у фондах зберігаються кістки не двох, а лише одного скелета. Проте він був певен, що це останки Ярослава.
C.Висоцький гадав, що з Ленінграда не повернули кістки скелета, похованої разом з Ярославом Мудрим, жінки. Ба більше, ці науковці вважали, що останки із саркофага повернули з Ленінграда до заповідника вже по війні. Це випливає з публікацій Сергія Висоцького та Ірми Тоцької, що входили до складу комісії, яка відкривала саркофаг у 1964 році.
Через недбалість не була проведена антропологічна експертиза і, базуючись лише на хибному переконанні у приналежності наявного у фондах кістяка Ярославу, вони повернули в саркофаг не останки Ярослава, а кістки похованої з ним жінки.
В акті члени поважної комісії завірили той «факт», що нібито у саркофаг вони поклали кістки Київського князя Ярослава Мудрого.
Прихований факт відсутності в саркофазі і у фондах останків Ярослава змусив робочу групу, яка займалась пошуками, уважно вивчити всі публікації і знову ретельно переглянути матеріали наукового архіву фондів заповідника.
Завдяки одній з публікацій доктора історичних наук Сергія Білоконя з'ясували, що у 1954 році митрополит Іларіон (Огієнко) надрукував у Вінніпегу замітку «Де останки великого князя Київського Ярослава Мудрого?», у якій свідчить, що в 1944 році
```
"німці, виходячи з Києва, дозволили забрати — на прохання декого з українців, — і останки Великого Князя Ярослава. Ці останки разом з Чудотворним Образом Св. Миколая т. зв. Мокрого (пам’ятка ХІ віку) опинилися в руках одної особи. Коли цю особу року 1952-го запитано, де вона поділа останки Великого Князя Ярослава, і де Чудотворний Образ Святого Миколая, відказала: "Сховані на еміграції в добрих руках". Особа ця живе тепер в Нью-Йорку, і зовсім не ясно, чому вона ховає великі й святі пам’ятки всеукраїнського значення... Це ж пам’ятки всього українського народу, а не окремої особи".
[
11
]
```

Ікона Миколи Мокрого

Було відомо, що ікона Миколи Мокрого знаходиться у США. Проте наведене митрополитом Іларіоном свідчення про скелет Ярослава вважали помилковим, бо довіряли документу — акту 1964 року. Тепер же поставилися до цього свідчення уважніше.
Оскільки останки Ярослава перед війною повернули до заповідника, але не поклали назад у саркофаг, у 1944 році їх «дехто з українців» справді міг вивезти до Америки — так само, як туди було вивезено ікону Миколи Мокрого.
Крім того, було отримано присвячену Софії Київській статтю П. Одарченка, опубліковану в 1967 році в журналі «Рідна церква» — виданні УАПЦ у діаспорі (США).
Він писав, що до війни, коли останки князя було повернено з Ленінграда до Києва, комуністична влада доручила сторожу Софійського собору їх закопати, проте той не послухався, а поклав їх у скриньку і заховав. Під час окупації сторож передав скриньку з останками керівнику УАПЦ архієпископу Никанору, який зберігав їх у шафі.
У жовтні 1943 року, перед відступом німців з міста, майор Пауль фон Денбах (сотник української армії Павло Дмитренко, який, імовірно, походив з «фольксдойче»), вивіз скриньку з мощами до Варшави, де передав її архієпископу Краківському і Лемківському Палладію.
Останній вивіз кості Ярослава до Америки і вони, на думку Одарченка, «і по цей день», тобто на 1967 рік, зберігалися у Палладія.
Одарченко вважав, що «така велика реліквія повинна знаходитися не в приватних руках», а «в Церкві-пам'ятнику в Баунд-Бруці». Певно, саме Палладія мав на увазі й Огієнко, коли обурювався привласненням ним святині усього українського народу.
Виявляється, українці діаспори, починаючи з повоєнної пори, вельми переймалися долею останків Ярослава, з вуст у вуста передаючи інформацію, якою володіли.
Петро Матула, який мешкає у Вашингтоні, навів свою розмову з Галиною Петренко, яка наприкінці війни опинилася в Аугсбурзі, де зібралося чимало українських емігрантів. Інтелігенція влаштовувала там цікаві лекції, пані Галина слухала їх. Вона добре пам'ятає доповідь Олекси Повстенка, директора Софійського заповідника 1941—1943 років. Коли постало питання про мощі Ярослава, Повстенко завірив присутніх: «вони з нами». Проте на додаткові питання відповів, що їх вивезли з України в США, але він не може сказати, куди саме.
Михайло Герець навів розповідь свого знайомого В'ячеслава Вишневського (сина померлого у 1968 році священика Володимира Вишневського — секретаря архієпископа Никанора) про те, як незадовго до звільнення Києва на прохання владики Никанора в Софію приїхав полковник німецької жандармерії. Він вивіз з собору його речі, а також ікону Миколи Мокрого і останки князя Ярослава. Зі слів свого батька В'ячеслав Вишневський пригадував, що цей полковник знав українську мову і його прізвище закінчувалося на «-енко», хоча німці вважали його чистокровним арійцем. Мова, вочевидь, йде про майора Пауля фон Денбаха — Павла Дмитренка. Коли цей офіцер повернувся до місця, де стояв ешелон з біженцями, серед яких був архієпископ Никанор, то поїзд уже поїхав. Згодом, все ж таки діставшись Польщі, полковник передав ікону й останки православному архієпископу Палладію, який після цього виїхав у Німеччину, звідки емігрував до США.
У Нью-Йорку Палладій передав останки на збереження священнику Івану Ткачуку. Той жив тоді на Манхеттені, а останки князя зберігав у себе в помешканні під койкою. Ткачук помер у 1990 році, обидві його дочки вийшли заміж, змінили прізвище. Де вони зараз — невідомо.

## Висновки
Результати радіовуглецевого аналізу кістяка з саркофагу свідчать про те, що даний кістяк складений, як мінімум, з двох інших, що різняться за віком приблизно на 1500 років. Череп та верхня частина скелета належать людині (ймовірно, чоловіку середнього віку), що жила у скіфський період історії України.
Нижня частина належить жінці старшого віку, що жила у 12-13 століттях. Відповідно, кістяк не може належати людині, що похована в саркофазі. Відповідно, виникло питання, як ці кістки попали у саркофаг Ярослава.
Професор В. В. Гінзбург, що проводив дослідження кістяків у 1940 р. вважав, що кістки жінки разом з кістками черепа 3-річної дитини були покладені у саркофаг митрополитом Кирилом ІІ при відновлені Софійського собору у середині XIII ст.
Керівник антропологічних досліджень саркофагу доктор історичних наук С.Сегеда висловив припущення, що покладення частини кісток жіночого кістяка в саркофаг могло відбутись при митрополиті Петру Могилі у середині XVII ст. Мовляв, митрополит Петро Могила міг вскрити саркофаг Ярослава та додати недостаючі частини кістяка.
Проте такі припущення не пояснюють, чому (у випадку поховання в саркофазі) обидва кістяки неповні, а частина кісток зламані.
У кістяку, що був приписаний Ярославу, відсутні:
- грудина
- частина ребер (деякі поламані)
- половина хребців
- більшість кісток кистей та стоп
- більшість зубів, які були втрачені вже після смерті

Окрім того в черепі зламані вилична та верхньощелепна кістки.
У кістяку, що був приписаний Інгігерді, відсутні:
- грудина
- більшість ребер (деякі поламані)
- одна ключиця
- одна променева кістка
- половина хребців
- частина кісток кистей та стоп
- 17 зубів, які були втрачені вже після смерті

Від крижової кістки залишився лише обломок.
У випадку поховання в саркофазі та можливого пограбування в пізніші часи можна було б очікувати втрату найбільших кісток, наприклад, черепа і т. ін. А найменші кістки мали б залишитись у саркофазі. Проте наявна картина повністю протилежна. Втрата найменших кісток та пошкодження інших характерні для процесу ексгумації, тобто викопування кісток з могильника, складання двох кістяків з випадкових кісток для наступного покладення у саркофаг. Про це можуть свідчити помилково покладені дві кістки черепа 3-річної дитини, що також знаходились у саркофазі та були виявлені при відкритті у 1936 році.. Додатково про це можуть також свідчити поламані ребра обох кістяків, що характерно для грудних клітин кістяків, що дуже довго лежали в землі та були роздавлені тиском вищележачого шару ґрунту. Про це також натякає повна відсутність інвентарю, залишків одягу чи взуття.
Оскільки вік молодшої частини збереженого кістяка становить 850 років, то очевидно, що кістяки були покладені у саркофаг після 13 ст. Найбільш імовірним часом покладення обох кістяків у саркофаг є 16 ст, незадовго до того, коли з'являється перша та єдина згадка про те, що у саркофазі поховані двоє людей, Ярослав з дружиною.
Не зважаючи на те, що чоловічий кістяк (на підставі віку та хромоти його власника) був приписаний Ярославу, існує велика ймовірність того, що у випадку збереження даного кістяка, результати радіовуглецевого аналізу були б для нього також негативні.

## Призначення саркофага
Всеволод Івакін у своїй книзі «Християнські поховальні пам'ятки давньоруського Києва» навів перелік поховань давньоруського періоду, які були знайдені на території Києва. Серед них на території Софійського собору (окрім наявних двох мармурових саркофагів, які знаходяться в Софії та приписуються Ярославу та Володимиру Мономаху) був знайдений ще один шиферний. Він був закопаний в саду та містив кістяк. Ще 6 саркофагів було знайдено біля території Десятинної церкви, з яких 5 шиферних та обломки одного мармурового. Всі вони були закопані в землю. Ще 4 поховання були знайдені на території Кловського монастиря у вигляді плінфових гробниць, викладених у землі. Ще 3 поховання на території церкви Спаса на Берестові. З них 2 — шиферні саркофаги, закопані в землю та одна плінфова гробниця. Ще 3 поховання було знайдено на території Федоровського монастиря у вигляді плінфових гробниць. На території Успенського собору Києво-Печерської лаври було знайдено 15 шиферних саркофагів, покладених у гробницю, в яких були поховані церковні ієрархи. Усі поховання здійснені способом інгумації, тобто покладені або закопані в землю. Натомість, розміщення гробниці чи саркофага у церкві було пов'язане з обрядом поклоніння мощам. Літописи для позначення мармурових саркофагів використовують слово «рака», що використовувалось для позначення скрині з мощами святих. Саме мощі виставлялись в церквах, тому що їм приписувалась чудодійна сила. Віряни намагались доторкнутись до них, загадували бажання та просили святих про їх виконання. Як пише літопис:
```
І, дар зцілення прийнявши од Спаса нашого Ісуса Христа, вони щедро подають недужим, які з вірою приходять у святий храм їхній, поборників отчизни своєї... Володимир же окував раки сріблом і злотом. І поклоняються їм люди, просячи прощення гріхів. 
[
15
]
```

Частина вчених вважають, що первинне призначення мармурового саркофага у Софії — це місце зберігання мощів папи Климента. Натомість князів та інших членів еліти ховали способом інгумації. Саркофаги чи труни закопували в землю.
Можливо, Ярослава ніколи й не було в тому саркофазі.